# Pterocaulon
Pterocaulon là một chi thực vật có hoa trong họ Cúc (Asteraceae).

## Loài
Chi Pterocaulon gồm các loài: